# Оклі (Каліфорнія)
Оклі (англ. Oakley) — місто (англ. city) в США, в окрузі Контра-Коста штату Каліфорнія. Населення — 43 357 осіб (2020).

## Географія
Оклі розташоване за координатами 37°59′38″ пн. ш. 121°41′28″ зх. д. / 37.99389° пн. ш. 121.69111° зх. д. (37.993936, -121.691139).  За даними Бюро перепису населення США в 2010 році місто мало площу 41,84 км², з яких 41,06 км² — суходіл та 0,78 км² — водойми.

## Демографія
Згідно з переписом 2010 року, у місті мешкали 35 432 особи в 10 727 домогосподарствах у складі 8651 родини. Густота населення становила 847 осіб/км².  Було 11484 помешкання (274/км²).
Расовий склад населення:
| - 63,9 % — білих - 7,3 % — чорних або афроамериканців - 6,3 % — азіатів - 0,9 % — корінних американців - 0,4 % — вихідців з тихоокеанських островів - 14,1 % — осіб інших рас |

До двох чи більше рас належало 7,1 %. Частка іспаномовних становила 34,9 % від усіх жителів.
За віковим діапазоном населення розподілялося таким чином: 30,5 % — особи молодші 18 років, 62,8 % — особи у віці 18—64 років, 6,7 % — особи у віці 65 років та старші. Медіана віку мешканця становила 32,0 року. На 100 осіб жіночої статі у місті припадало 98,8 чоловіків;  на 100 жінок у віці від 18 років та старших — 96,9 чоловіків також старших 18 років.
Середній дохід на одне домашнє господарство  становив 92 281 долар США (медіана — 82 885), а середній дохід на одну сім'ю — 99 309 доларів (медіана — 90 625). Медіана доходів становила 62 360 доларів для чоловіків та 49 564 долари для жінок. За межею бідності перебувало 8,2 % осіб, у тому числі 6,4 % дітей у віці до 18 років та 11,2 % осіб у віці 65 років та старших.
Цивільне працевлаштоване населення становило 17 840 осіб. Основні галузі зайнятості: освіта, охорона здоров'я та соціальна допомога — 19,2 %, будівництво — 12,0 %, роздрібна торгівля — 11,5 %.